# Tai Shan Corona
La Tai Shan Corona è una struttura geologica della superficie di Venere.